# Verksamhetsledare
En verksamhetsledare ansvarar som avlönad ordförande för en registrerad förening i Finland.
Verksamhetsledare är ett organ som är separat från föreningens styrelse. Det finns ingen juridisk definition av verksamhetsledarens titel eller uppgifter. Om någon verksamhetsledare inte har valts, kommer styrelsens ordförande att ansvara för dagliga frågor.